# Jon Cryer
Jonathan Niven "Jon" Cryer, född 16 april 1965 i New York i New York, är en amerikansk skådespelare, manusförfattare, regissör och filmproducent. Cryer är känd för roller som "Duckie" Dale i filmen Pretty in Pink och Alan Harper i komediserien 2 1/2 män, han har även medverkat i bland annat Stålmannen i kamp för freden (1987), Hot Shots! Höjdarna! (1991) och dramaserien NCIS, i rollen som Dr. Cyril Taft.

## Biografi
Jon Cryer är son till skådespelarna och sångarna Gretchen Cryer och Donald David Cryer. Vid tolv års ålder bestämde han sig för att bli skådespelare och medverkade därför ett antal somrar i Stagedoor Manor Performing Arts Training Center under tonåren.

### Karriär
Cryer gjorde sin filmdebut i No Small Affair från 1984 där han spelade huvudrollen. Det stora genombrottet kom dock två år senare, 1986, då han gjorde rollen som Phil "Duckie" Dale i filmen Pretty in Pink. Cryer har medverkat i TV-serien 2 1/2 män, i rollen som Alan Harper, bror till Charlie Harper (Charlie Sheen). Cryer har också varit med i tv-serien Hannah Montana i avsnitt 83: The wheel near my bed (Keeps on turnin').

## Filmografi
| År   | Titel                                                         | Roll                       | Info                               |
| ---- | ------------------------------------------------------------- | -------------------------- | ---------------------------------- |
| 1984 | No Small Affair                                               | Charles Cummings           | Debut                              |
| 1985 | Noon Wine                                                     | Teenage Herbert            | TV-film                            |
| 1985 | O.C. and Stiggs                                               | Randall Schwab Jr.         |                                    |
| 1986 | Pretty in Pink                                                | Phil 'Duckie' Dale         |                                    |
| 1987 | Morgan Stewart's Coming Home                                  | Morgan Stewart             |                                    |
| 1987 | Superman IV: The Quest for Peace                              | Lenny Luthor               |                                    |
| 1987 | Dudes                                                         | Grant                      |                                    |
| 1987 | Hiding Out                                                    | Andrew Morenski/Max Hauser |                                    |
| 1988 | Rap Master Ronnie: A Report Card                              |                            | Direkt-till-video                  |
| 1989 | Penn & Teller Get Killed                                      | 3rd Frat Boy               |                                    |
| 1991 | Hot Shots!                                                    | Jim 'Wash Out' Pfaffenbach |                                    |
| 1993 | The Waiter                                                    | Tommy Kazdan               |                                    |
| 1993 | Heads                                                         | Guy Franklin               | TV-film                            |
| 1996 | The Pompatus of Love                                          | Mark                       | även manusförfattare               |
| 1996 | Cannes Man                                                    | Sig själv                  |                                    |
| 1997 | Plan B                                                        | Stuart Winer               |                                    |
| 1998 | Went to Coney Island on a Mission from God... Be Back by Five | Daniel                     | även manusförfattare och producent |
| 1998 | Holy Man                                                      | Barry                      |                                    |
| 2000 | Clayton                                                       |                            |                                    |
| 2001 | Glam                                                          | Jimmy Pells                |                                    |
| 2003 | The Metro Chase                                               | Mr. Stamm                  | TV-film                            |
| 2008 | Unstable Fables: 3 Pigs and a Baby                            | Richard Pig                | Endast röst                        |
| 2008 | Tortured                                                      | Brian                      |                                    |
| 2009 | Weather Girl                                                  | Charles                    |                                    |
| 2009 | Shorts                                                        | Dad Thompson               |                                    |
| 2009 | Stay Cool                                                     | Javier                     |                                    |
| 2010 | Due Date                                                      | Alan Harper                |                                    |
| 2013 | Flygplan                                                      | Dusty Crophopper           | Röstroll                           |

| År         | Titel                              | Roll                        | Info           |
| ---------- | ---------------------------------- | --------------------------- | -------------- |
| 1986       | Amazing Stories                    | Phil                        | 1 avsnitt      |
| 1989–1990  | The Famous Teddy Z                 | Teddy Zakalokis             |                |
| 1995–1996  | Partners                           | Bob                         | även producent |
| 1996       | The Outer Limits                   | Trevor McPhee               |                |
| 1997       | It's Good to Be King               | Mort                        |                |
| 1997       | Dharma & Greg                      | Brian                       |                |
| 1998       | Getting Personal                   | Sam Wagner                  |                |
| 1998       | Hercules: The Animated Series      | The Winged Wolves (voice)   |                |
| 1998       | Mr. Show with Bob & David          | Duckie                      |                |
| 1998       | Two Guys a Girl and a Pizza Place  | Justin                      |                |
| 2000, 2010 | Family Guy                         |                             |                |
| 2000–2001  | The Trouble With Normal            | Zack Mango                  |                |
| 2002       | Andy Richter Controls the Universe | Lemuel Praeger              |                |
| 2002       | The Practice                       | Terry Pender                |                |
| 2003       | Becker                             | Roger                       |                |
| 2003       | Hey Joel                           | Joel Stein (röst)           |                |
| 2003       | Stripperella                       | (röst)                      |                |
| 2003–2014  | 2 1/2 män                          | Alan Harper                 | Huvudroll      |
| 2005, 2006 | Danny Phantom                      | Freakshow                   |                |
| 2006       | American Dad!                      | Quacky                      |                |
| 2010, 2011 | Hannah Montana                     | Ken Truscott (Lillys pappa) | 3 avsnitt      |
| 2015–16    | NCIS                               | Dr. Cyril Taft              | 3 avsnitt      |